# De unges forbund
De unges forbund är ett lustspel i fem akter av den norske dramatikern Henrik Ibsen. Pjäsen utkom 1869 och var Ibsens första realistiska samtidsskådespel, en satir över tidens politiska förhållanden. Huvudpersonen, advokat Stensgård, har lånat drag från flera av tidens liberala politiker, bland andra Bjørnstjerne Bjørnson, Johan Sverdrup och Ole Richter, medan bondetingmannen Lundestad har drag av bland andra Gabriel Ueland.
Pjäsen hade urpremiär på Christiania Theater den 18 oktober 1869, och uppfördes kort därefter i Stockholm och Köpenhamn.